# 圣卢 (塔恩-加龙省)
圣卢（法語：Saint-Loup，法語發音：[sɛ̃ lu]）是法国奧克西塔尼大區塔恩-加龙省的一个市镇，属于卡斯泰尔萨拉桑区。

## 地理
圣卢（44°5'8"N, 0°51'25"E）面积14.21 平方千米，位于法国奧克西塔尼大區塔恩-加龙省，该省份为法国西南部内陆省份，北起顺时针与洛特省、阿韦龙省、塔恩省、上加龙省、热尔省和洛特-加龙省接壤。
与圣卢接壤的市镇（或旧市镇、城区）包括：欧维拉尔、栋扎克、埃斯帕莱、戈尔费什、圣西里斯、迪讷。

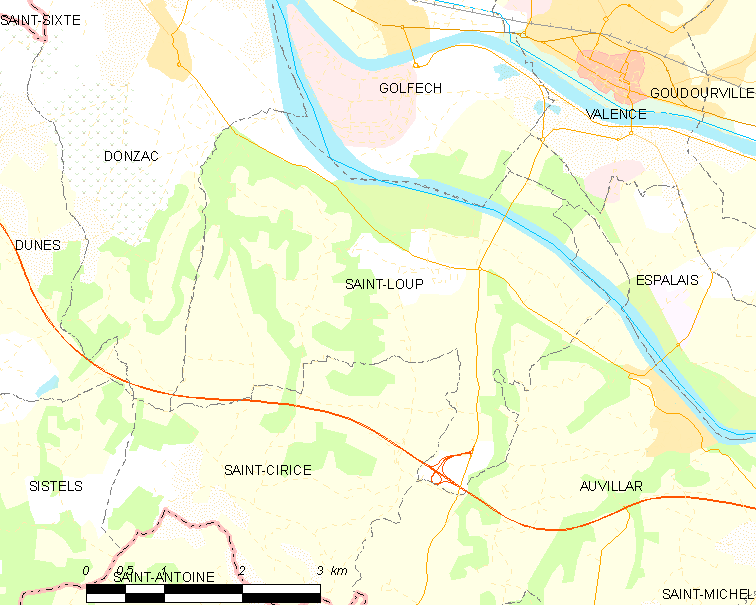
的OSM定位图

圣卢的时区为UTC+01:00、UTC+02:00（夏令时）。

## 行政
圣卢的邮政编码为82340，INSEE市镇编码为82165。

## 政治
圣卢所属的省级选区为加龙-洛马涅-布吕尤瓦县。

## 人口

1962-2008年间人口变化图示

圣卢于2022年1月1日时的人口数量为535人。